# Schlotheimia pauli
Schlotheimia pauli är en bladmossart som beskrevs av Ferdinand François Gabriel Renauld och Jules Cardot 1905. Schlotheimia pauli ingår i släktet Schlotheimia och familjen Orthotrichaceae. Inga underarter finns listade i Catalogue of Life.